# الكسندر تسيفيتكوف
الكسندر تسيفيتكوف (بالبلغارية: Александър Цветков)‏ (31 أغسطس 1990 ببلفن في بلغاريا - ) هو لاعب كرة قدم بلغاري في مركز الوسط. شارك مع منتخب بلغاريا تحت 21 سنة لكرة القدم ومنتخب بلغاريا لكرة القدم. أما مع النوادي، فقد لعب مع نادي ليتكس لوفتش وPFC Litex Lovech II ‏.

## وصلات خارجية
- الكسندر تسيفيتكوف على موقع الاتحاد الأوربي (الإنجليزية)
- الكسندر تسيفيتكوف على موقع قاعدة بيانات كرة القدم.إي يو (الإنجليزية)
- الكسندر تسيفيتكوف على موقع ناشيونال فوتبول تيمز (الإنجليزية)
- الكسندر تسيفيتكوف على موقع Soccerway.com (الإنجليزية)